# Amaloxestis astringens
Amaloxestis astringens är en fjärilsart som beskrevs av Lancelot A. Gozmany 1973. Amaloxestis astringens ingår i släktet Amaloxestis och familjen Lecithoceridae. Inga underarter finns listade i Catalogue of Life.